# Saison 2009 des Blue Jays de Toronto
La Saison 2009 des Blue Jays de Toronto est la 33e saison en ligue majeure pour cette franchise.

## Intersaison

### Arrivées
- Bill Murphy, en provenance des Diamondbacks de l'Arizona.
- Michael Barrett, en provenance des Padres de San Diego.
- Kevin Millar, en provenance des Orioles de Baltimore.

### Départs
- Gregg Zaun, chez les Orioles de Baltimore.
- Kevin Mench, chez les Hanshin Tigers au Japon.
- Brad Wilkerson, chez les Red Sox de Boston.
- Curtis Thigpen, chez les Athletics d'Oakland (ligues mineures).
- John Parrish, agent libre.

### Grapefruit League
Basés au Dunedin Stadium à Dunedin en Floride, les Blue Jays disputent 35 matches de pré-saison entre le 25 février et le 4 avril.
En excluant les match disputés face à l'équipe du Canada (défaite 4-6) et contre l'équipe du États-Unis (victoire 6-5), les Blue Jays affichent un bilan de pré-saison de 13 victoires pour 17 défaites et 3 nuls, soit la 11e performance sur 16 en Grapefruit League et la 12e sur 14 pour une franchise de la Ligue américaine.

## Saison régulière

### Classement
| Ligue américaine (Division Est) | V   | D  | %    | GB |
| ------------------------------- | --- | -- | ---- | -- |
| Yankees de New York             | 103 | 59 | .636 | -- |
| Red Sox de Boston               | 95  | 67 | .586 | 8  |
| Rays de Tampa Bay               | 84  | 78 | .519 | 19 |
| Blue Jays de Toronto            | 75  | 87 | .463 | 28 |
| Orioles de Baltimore            | 64  | 98 | .395 | 39 |